# Jekyll et Hyde (comédie musicale)
Pour les articles homonymes, voir Docteur Jekyll et Mister Hyde.
Jekyll et Hyde (titre original en anglais : Jekyll & Hyde) est une comédie musicale de 1990, librement inspirée du roman court L'Étrange Cas du docteur Jekyll et de mister Hyde publié en 1886 par Robert Louis Stevenson.
Il s'agit d'une création originale de Frank Wildhorn et Steve Cuden, sur un livret de Leslie Bricusse.
Après une première mondiale à Houston, au Texas, la comédie musicale a connu plusieurs tournées aux États-Unis. Elle fait ses débuts à Broadway en 1997 où elle restera à l'affiche durant quatre ans, soit pour 1 500 représentations. Sa popularité ne s'est jamais démentie depuis. De nombreuses adaptations internationales ont été montées, notamment en Espagne, Hongrie, Autriche, Corée, Suède ou encore au Japon.

## Synopsis

### Acte I
Le spectacle débute avec John Utterson et Sir Danvers Carew, les associés du Docteur Henry Jekyll. Tous deux ont des liens étroits avec ce dernier : Utterson est son avocat et son meilleur ami, Sir Danvers devait être son beau-père.
En s'entretenant d’événements tragiques, le tandem introduit un flashback : le public découvre pour la première fois Jekyll. En visite à l'asile, il est au chevet de son père comateux ("Lost in the Darkness"). Persuadé que le vice moral cause la déchéance physique, le docteur narre le combat de sa vie : lutter contre la dualité de tout être et dissocier l'âme, le bien d'un côté, le mal de l'autre ("I Need to Know").
Dans les rues, la population londonienne du XIXe siècle déblatère sur les agissements d'autrui. L'hypocrisie sociale est ouvertement dénoncée  - chacun renvoie une image biaisée, en accord non pas avec qui il est mais avec la personne qu'il prétend être ("Façade").
Par la suite, Jekyll présente son projet de recherche à l'hôpital St. Jude. Sir Danvers Carrew, le président du conseil d'administration, est présent. À ses côtés siègent sa Grâce Rupert, 14e évêque de Basingstoke ; le très honorable Sir Archibald "Archie" Proops ; Lord Theodore "Teddy" Savage ; Lady Elizabeth "Bessie" Beaconsfield ; le général Glossop ; et enfin le secrétaire Simon Stride. Tous, à l'exception de Sir Danvers et Simon Stride, illustrent à merveille la duplicité aristocratique : ils forment un cercle pompeux et fourbe, très soucieux des apparences et de leurs privilèges. Lorsque Jekyll propose de tester sa théorie sur la dualité de l'âme et la formule qu'il a inventée sur un sujet humain (vraisemblablement son père), le conseil rejette la proposition. Ses membres crient au sacrilège, à la folie, au blasphème.

Plus tard dans la nuit, un groupe de londoniens aisés se presse à la résidence de Sir Danvers, sur Regent's Park. Le propriétaire des lieux organise une fête éblouissante pour sa fille Emma, en l'honneur de ses fiançailles avec Jekyll. Mais le Docteur est absent et les quolibets vont bon train ("Façade", reprise #1). Durant la soirée, les invités évoquent leur inquiétude vis-à-vis d'Emma, fiancée à un "fou". Les Carrew soutiennent Jekyll. Stride, qui a des sentiments pour Emma, lui parle en privé et essaie de la raisonner. Elle le repousse, affirmant qu'elle ne sera elle-même qu'avec Henry ("Emma's Reasons").

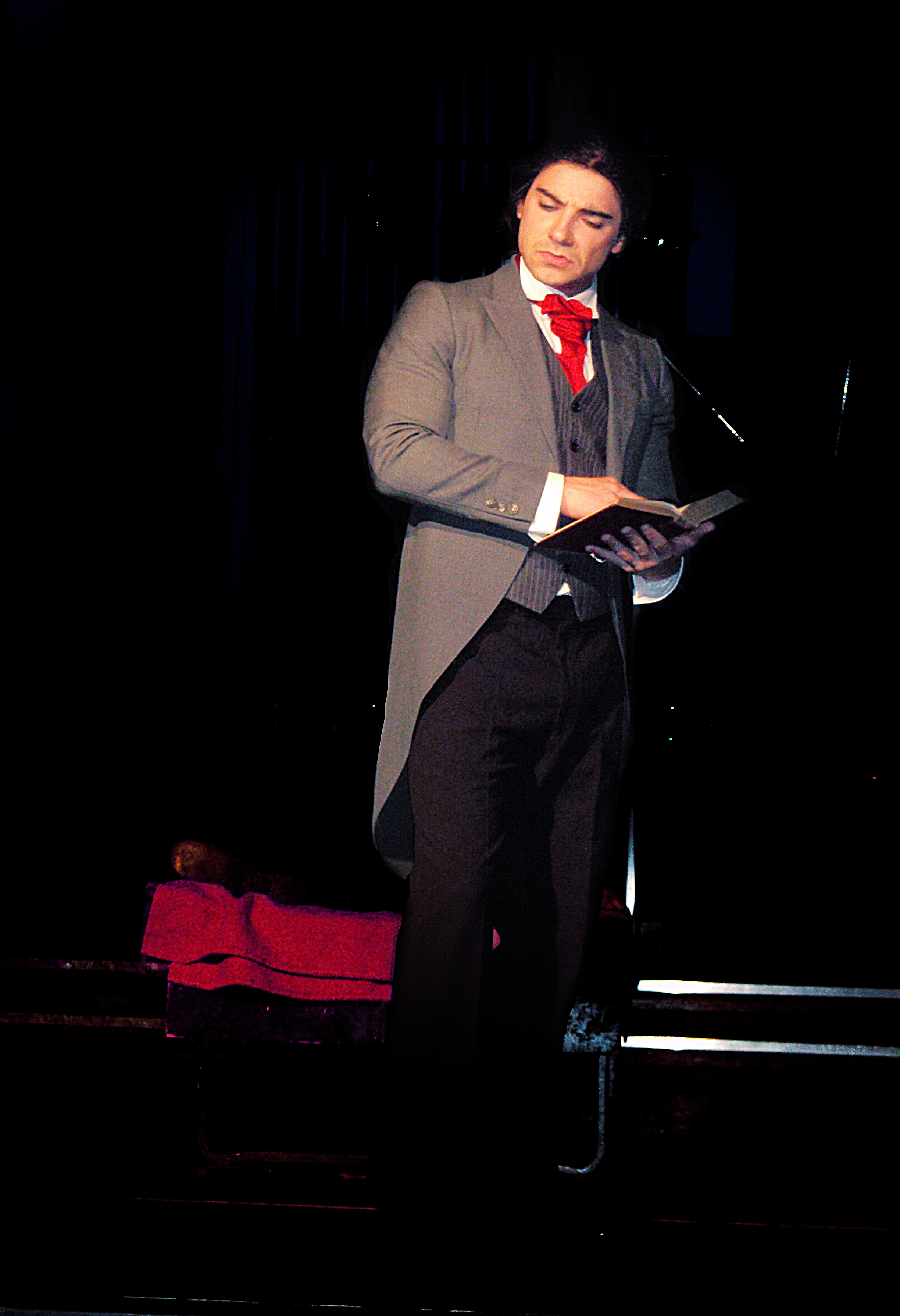
Le rocker Jóannes Lamhauge (Jekyll) dans la production islandaise.

Jekyll finit par apparaître, longtemps après le début des festivités - comme à son habitude. La plupart des invités se préparent à abandonner la demeure Carrew pour se rendre à un feu d'artifice. Profitant de cet instant, le Docteur s'entretient avec Emma. Il l'avertit que son travail accaparera toujours sa vie mais Emma le rassure, lui jurant qu'elle sera à ses côtés envers et contre tout ("I Must Go On / Take Me as I Am"). Une fois seul avec Emma, Sir Danvers se désole de perdre la jeune femme, quand bien même il considère Jekyll comme son propre fils. Emma lui assure qu'il ne la perdra jamais et que personne ne devrait avoir peur de lâcher prise ("Letting Go").
Pour l'enterrement de vie de garçon de Jekyll, Utterson entraîne ce dernier dans la lie de Camden Town, jusqu'au Lupanar The Red Rat ("Façade", reprise # 2). Lucy Harris, une prostituée, arrive en retard ce qui engendre une vive altercation avec son patron, Spider. Elle le remet à sa place. Malgré sa profession qui la désavoue aux yeux des bonnes gens, elle est appréciée de tous. Mélancolique, la jeune femme réfléchit sur sa vie ("No One Knows Who I Am").
Guinevere, la maquerelle des lieux, tire Lucy de sa rêverie : il est temps de faire son numéro. Devant un Jekyll fasciné, les catins débutent leur spectacle ("Bring on the Men"). Lucy déambule ensuite parmi la clientèle lorsque Spider la prend à partie. Il lui assène une gifle brutale, menaçant de la tuer si elle est à nouveau en retard. Ayant assisté à la scène, Jekyll se porte au secours de Lucy ; Utterson, de son côté, succombe aux charmes d'une fille de joie.
D'office, une attraction immédiate et mutuelle lie le Docteur à la catin. Ils se promettent d'être des amis sincères. Jekyll lui confie que sa chanson l'a aidé à trouver la réponse à son expérience. Utterson réapparaît et Jekyll s'apprête à disposer. Avant de partir, il donne sa carte de visite à Lucy et la prie de ne pas hésiter si elle a besoin d'un ami ("Lucy meets Jekyll").
Alors qu'Utterson et Jekyll arrivent à la résidence de ce dernier, l'avocat remarque que son ami est de meilleure humeur. Jekyll l'informe qu'il a trouvé un sujet pour ses expériences. Sur le départ, Utterson recommande à Jekyll de ne pas tergiverser et d'aller directement se coucher.
Faisant fi du conseil, Jekyll congédie le majordome Poole pour la nuit. Il se dirige ensuite vers son laboratoire, exalté à l'idée de débuter son expérience ("This Is the Moment"). En gardant son journal à portée de main, Jekyll réalise sa formule. Il mélange les produits chimiques et créer ainsi la HJ7, qu'il s'administre. Après avoir subi les effets secondaires de la potion, il se tord de douleur et est dominé par la part sombre de sa personnalité ("First Transformation").
Non sans une pointe d'humour macabre, le "nouveau venu" note dans le journal : 4h du matin  - Quelques légers changements. Il sort joyeusement et s'aventure dans les rues. Tout en se délectant du panorama londonien, il tourmente des passants innocents, dont Lucy. Il abuse la jeune femme ("Lucy meets Hyde"). L'alter-ego démoniaque se trouve une identité : Edward Hyde ("Alive").
Une semaine plus tard, personne n'a de nouvelles du Docteur Jekyll. Emma, Sir Danvers et Utterson s’enquièrent de son état auprès de Poole. Le majordome reste évasif. Emma décide de prendre congé, estimant que Jekyll lui reviendra une fois son travail achevé.
Emma et son père partis, Poole avoue à l'avocat qu'il a entendu des bruits étranges provenant du laboratoire et que Jekyll est resté enfermé dans son atelier durant tout ce temps. Un Jekyll agité fait subitement irruption et exige que son majordome aille faire des achats pour lui - il veut d'autres produits chimiques. Utterson confronte le Docteur sur son comportement mais ce dernier reste hermétique à toute conversation. Négligeant les explications, Jekyll se borne à donner trois lettres à Utterson. L'une est destinée à Emma, l'autre à son père et la dernière à Utterson lui-même, qu'il devra ouvrir si Jekyll venait à tomber malade ou disparaître. Méfiant et inquiet, l'avocat le met en garde : son travail est en passe de dévorer son existence.
Pendant ce temps, Emma et Sir Danvers se disputent. Son père s'oppose désormais à l'union de sa fille avec un homme qui semble choir dans un abîme sans fond. La jeune femme défend à nouveau son fiancé, arguant que son travail est d'une grande importance ("His Work and Nothing More").
Après le départ d'Utterson, Lucy arrive à la résidence d'Henry. Son dos est noirci d'ecchymoses. Pendant que Jekyll la soigne, elle lui explique qu'un dénommé Edward Hyde l'a battue. Le Docteur, abasourdi par cette révélation, parvient à dissimuler son trouble. Reconnaissante et sensible à la compassion que lui témoigne Jekyll, Lucy finit par l'embrasser ("Sympathy, Tenderness"). Perturbé par les actes de son alter-ego, Jekyll quitte précipitamment la prostituée. Cette dernière s'interroge sur l'amour naissant qu'elle ressent pour lui ("Someone Like You").
Plus tard, l'évêque de Basingstoke échange avec Guinevere. Il vient d'avoir un "entretien" avec l'une de ses filles mineures et la paye grassement en retour : la maquerelle doit arranger un autre rendez-vous avec l'adolescente d'ici mercredi prochain. Lorsque Guinevere et la fille ont quitté la pièce, Hyde apparaît. Il tabasse l'évêque, puis le poignarde à mort avant d'enflammer sa dépouille, dément de joie ("Alive", reprise).

### Acte II
Utterson et Sir Danvers ouvrent ce second acte. Ils évoquent de nouveau les événements passés : comment leurs soupçons se sont concentrés sur Jekyll, pourquoi tant de regrets teintés de culpabilité... Par leurs souvenirs, ils remontent encore une fois le cours du temps.
Tout Londres est en effervescence. Un sujet est sur toutes les lèvres : l'assassinat de l'évêque. De son côté, Hyde s'est lancé dans une chasse impitoyable : il exécute de sang froid le général Glossop, Sir Proops, Lady Beaconsfield et Lord Savage. À l'heure actuelle, les cinq membres du conseil ayant rejetés le projet de Jekyll sont morts ("Murder, Murder").

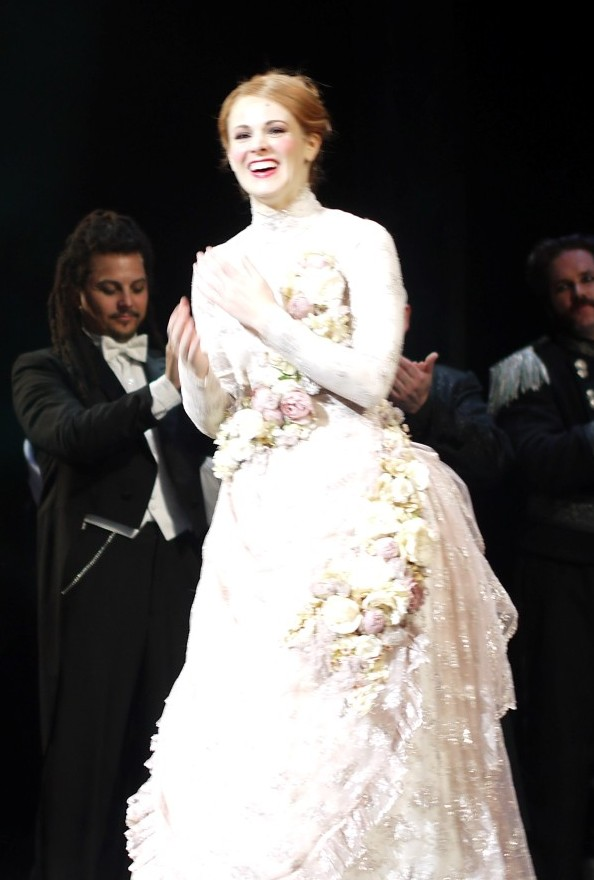
Teal Wicks (Emma Carew) à Broadway, durant le revival.

Plus tard, dans la nuit, Emma s'introduit dans le laboratoire de son fiancé. Elle trouve son journal ouvert et en lit un extrait. Jekyll entre à cet instant. Il referme immédiatement le carnet, l'empêchant de découvrir la vérité. Emma voit à quel point il est bouleversé. Elle l'assure à nouveau de son amour et le supplie de se confier à elle ("Once Upon a Dream").
Malgré son amour pour elle, il refuse de lui révéler la véritable nature de ses travaux. Après le départ de sa promise, le Docteur s’attelle à son journal : il y raconte les crimes de Hyde et confesse que les transformations se produisent désormais d'elles-mêmes. Sa rédaction est interrompue par l'arrivée d'Utterson au laboratoire. L'avocat cherche à découvrir qui est l'unique héritier de son ami, cet Edward Hyde mentionné dans la lettre de Jekyll. Ce dernier répond que Hyde est un "collègue" impliqué dans l'expérience. Utterson comprend que son compagnon est malade, plongé dans un profond désespoir. Il consent à ramener les produits chimiques exigés par Henry.
Jekyll, à nouveau seul, doit affronter la réalité : Hyde fait partie de lui ("Obsession").
Dans un même temps, Lucy et Emma se questionnent sur l'amour, chacune étant éprise du Docteur ("In His Eyes").
Au Red Rat, Lucy et sa collègue Nellie débattent de leur profession et analysent ce qui les pousse à poursuivre sur cette voie ("Girls of the Night").
C'est alors que Lucy reçoit la visite de Hyde. Il l'informe de son absence prochaine mais la met en garde : jamais elle ne devra le quitter. La prostituée, quoique terrorisée, a noué avec Hyde une relation particulière... Si ses sentiments vont à Jekyll, son corps, lui, réclame l'étreinte de Hyde. Elle aime sa bestialité, l'emprise sexuelle qu'il maintient sur elle. Tous deux entonnent un duo sensuel, évoquant leur liaison charnelle et dévastatrice ("Dangerous Game"). Alors qu'ils partent ensemble, Spider s'adresse aux filles du Red Rat, les avertissant des dangers qui les guettent dans l'East End ("Façade", reprise # 3).
Utterson retourne au laboratoire avec les produits chimiques demandés. À la place de Jekyll, c'est Hyde qui vient à sa rencontre. Ce dernier l'informe qu'Henry n'est pas disponible ce soir. L'avocat refuse de laisser le colis à qui que ce soit d'autre et exige de savoir où son ami se trouve. Son mystérieux interlocuteur rétorque que même s'il le lui disait, il ne le croirait pas. Utterson insiste pour voir Jekyll, menaçant d'alerter la police. En furie, Hyde tente d'attaquer Utterson. Ce dernier le maintient à distance avec son épée et l'accule ; pris au piège, Hyde s'injecte la formule.
Sous le regard médusé de l'avocat, la créature hurle de rire et se métamorphose en Jekyll. Épuisé, le Docteur s'en remet à Utterson : Hyde doit être détruit, quel qu'en soit le prix. Il le supplie de remettre de l'argent à Lucy, afin qu'elle puisse s'échapper en toute sécurité. À la suite du départ de l'avocat, Jekyll mélange les produits chimiques et s'injecte une nouvelle formule ("No one must ever know").
Utterson rend visite à Lucy au Red Rat. Il lui donne l'argent, ainsi qu'une lettre de Jekyll où ce dernier l'implore de quitter la ville et de recommencer une nouvelle vie. Restée seule, Lucy évoque son avenir et les possibilités que ce don lui offre ("A New Life").
Hyde la découvre sur cette réflexion. Avisant la missive, il susurre à sa maîtresse que lui et le Docteur sont "très proches" et qu'ils "partagent tout". Cédant à la jalousie, le monstre voit la relation entre Lucy et son alter-ego bénéfique comme une trahison. La prostituée l'a trompé en étant amoureuse de Jekyll, allant le retrouver tous les jours. Hyde enlace alors Lucy et la serre très fort. Alors qu'il la berce doucement, il la poignarde plusieurs fois avant de lui trancher la gorge ("Sympathy, Tenderness", reprise). Après cet ultime meurtre, le sadique s'enfuit en riant. Au Red Rat, les employés trouvent le cadavre de Lucy et l'emportent sur une civière.
Couvert du sang de sa victime, Jekyll s'en retourne au laboratoire. Il affronte Hyde pour le contrôle de son corps et son âme ("Confrontation").
Quelque temps plus tard, Utterson affirme que Jekyll a renoncé au projet HJ7 : il a abandonné sa quête de vérité, quitte à condamner son père défaillant aux ténèbres. Le Docteur, de l'aveu de Sir Danvers, s'apprête à se marier avec Emma ("Façade", reprise #4).
Plusieurs semaines se sont écoulées. Jekyll semble être redevenu lui-même. Henry et Emma se présentent devant le prêtre, prêts à célébrer leur union à l'église Sainte-Anne. Alors que la cérémonie débute, le promis défaille et se plie de douleur. Devant l'assemblée incrédule, il se transforme en Hyde. Le monstre tue alors Simon Stride, invité au mariage, puis prend Emma en otage.
En entendant les supplications d'Emma, Jekyll réussit à reprendre le contrôle durant un bref instant. Il conjure Utterson de le tuer. L'avocat, déchiré, ne peut s'y résoudre. Désespéré, Henry s'empale sur l'épée de son ami. Jekyll expire dans les bras de son amour, enfin libéré d'Hyde et son emprise démoniaque ("Finale").

## Personnages
- Dr Henry Jekyll / Edward Hyde (baryton / ténor)
- Emma Carew (baptisée à l'origine Lisa Carew) : la fiancée de Jekyll (soprano)
- Lucy Harris : prostituée phare du lupanar The Red Rat (mezzo-soprano)
- John Utterson : avocat et ami de Jekyll (baryton / ténor)
- Sir Danvers Carew : le père d'Emma et président de conseil d'administration (baryton)
- Simon Stride : secrétaire du conseil, rival de Jekyll, cherche à s'attirer l'affection d'Emma. Dans les tournées pré-Broadway, il était le propriétaire du Red Rat (baryton)
- Lord Savage : un membre du conseil (ténor)
- Évêque de Basingstoke : hypocrite, sadique, sexuellement déviant et membre du conseil (baryton / ténor)
- Lady Beaconsfield : la seule femme membre du conseil (mezzo-soprano)
- Sir Archibald Proops : membre du conseil (baryton)
- Général Lord Glossop : militaire à la retraite, pompeux et membre du conseil (baryton / basse)
- Spider : proxénète et propriétaire du Red Rat. Dans les tournées pré-Broadway, son rôle était fusionné avec celui de Simon Stride (baryton)
- Nellie : travailleuse du Red Rat. Dans les tournées pré-Broadway, son rôle était fusionné avec celui de Guinevere (mezzo-soprano)
- Guinevere : maquerelle du Red Rat
- Poole : fidèle majordome de Jekyll

## Chansons

### Version de Broadway (1997)

#### Acte I
- "Prologue"
- "Lost In the Darkness" – Jekyll
- "Façade" – les habitants de la ville
- "Jekyll's Plea" – Jekyll, Simon Stride, Sir Danvers, membres du conseil
- "Pursue the Truth" – Jekyll, Utterson
- "Façade (reprise #1)" – les habitants de la ville
- "Emma's Reasons" – Emma, Simon Stride
- "Take Me As I Am" – Jekyll, Emma
- "Letting Go" – Emma, Sir Danvers
- "Façade (reprise #2)" – les habitants de la ville
- "No One Knows Who I Am" – Lucy
- "Good 'N' Evil" – Lucy, les filles de joie
- "Here's to the Night (Lucy meets Jekyll)" – Jekyll, Lucy
- "Now There Is No Choice" – Jekyll
- "This Is the Moment" – Jekyll
- "First Transformation" – Jekyll et Hyde
- "Alive" – Hyde
- "His Work and Nothing More" – Jekyll, Emma, Utterson, Sir Danvers
- "Sympathy, Tenderness" – Lucy
- "Someone Like You" – Lucy
- "Alive (reprise)" – Hyde

#### Acte II
- "Murder, Murder" – les habitants de la ville
- "Once Upon a Dream" – Emma
- "Obsession" – Jekyll
- "In His Eyes" – Lucy, Emma
- "Dangerous Game" – Hyde, Lucy
- "Façade (reprise #3)" – Spider, les habitants de la ville
- "The Way Back" – Jekyll
- "A New Life" – Lucy
- "Sympathy, Tenderness (reprise)" – Hyde
- "Confrontation" – Jekyll et Hyde
- "Façade (reprise #4)" – les habitants de la ville
- "Finale" – Emma

### Version définitive post-Broadway (1994 - maintenant)

#### Acte I
- "Prologue" – Jekyll
- "I Need to Know" – Jekyll
- "Facade" – Townspeople
- "Bitch, Bitch, Bitch" – les noceurs
- "The Engagement Party" – Jekyll, Stride, Utterson, Sir Danvers
- "Possessed" – Jekyll, Lisa
- "Take Me As I Am" – Jekyll, Lisa
- "Lisa Carew" – Stride, Lisa
- "Board of Governors" – le conseil d'administration, Jekyll
- "Bring On the Men" – Lucy
- "Lucy Meets Jekyll" – Jekyll, Lucy
- "How Can I Continue On?" – Jekyll, Utterson
- "This is the Moment" – Jekyll
- "Transformation" – Jekyll
- "Lucy Meets Hyde" – Hyde, Lucy
- "Alive" – Hyde
- "Streak of Madness" – Jekyll
- "His Work and Nothing More" – Jekyll, Utterson, Sir Danvers, Lisa
- "Sympathy, Tenderness" – Lucy
- "Someone Like You" – Lucy

#### Acte II
- "Mass" – Choir
- "Murder, Murder!" – les habitants de la ville
- "Letting Go" – Sir Danvers, Lisa
- "Reflections" – Jekyll
- "In His Eyes" – Lucy, Lisa
- "The World Has Gone Insane" – Jekyll
- "Girls of the Night" – Lucy, les filles de joie
- "No One Knows Who I Am" – Lucy
- "It's A Dangerous Game" – Hyde, Lucy
- "Once Upon A Dream – Lisa" – Lisa
- "No One Must Ever Know" – Jekyll
- "A New Life" – Lucy
- "Once Upon A Dream – Jekyll" – Jekyll
- "Confrontation" – Jekyll, Hyde
- "The Wedding Reception" – Lisa, Sir Danvers, Hyde, Jekyll

## Distribution

### Distributions anglophones
| Personnage                                   | Première à Houston | 1994 CD          | 1995 Tournée américaine | 1997 Broadway   | 1999 Seconde tournée américaine | 2001 Enregistrement DVD | 2009 Tournée sud-coréenne | 2011 Tournée anglaise | 2012 Troisième tournée américaine | 2013 Broadway Revival | 2019 Première australienne | 2020 Prima Theatre |
| -------------------------------------------- | ------------------ | ---------------- | ----------------------- | --------------- | ------------------------------- | ----------------------- | ------------------------- | --------------------- | --------------------------------- | --------------------- | -------------------------- | ------------------ |
| Dr Henry Jekyll / Edward Hyde                | Chuck Wagner       | Anthony Warlow   | Robert Cuccioli         | Robert Cuccioli | Chuck Wagner                    | David Hasselhoff        | Brad Little               | Marti Pellow          | Constantine Maroulis              | Constantine Maroulis  | Anthony Warlow             | Randy Jeter        |
| Lucy Harris                                  | Linda Eder         | Linda Eder       | Linda Eder              | Linda Eder      | Sharon Brown                    | Coleen Sexton           | Belinda Wollaston         | Sabrina Carter        | Deborah Cox                       | Deborah Cox           | Jemma Rix                  | Molly Grace B.     |
| Emma Carew (baptisée à l'origine Lisa Carew) | Rebecca Spencer    | Carolee Carmello | Christiane Noll         | Christiane Noll | Andrea Rivette                  | Andrea Rivette          | Lucy Maunder              | Sarah Earnshaw        | Teal Wicks                        | Teal Wicks            | Amanda Lea LaVergne        | Madison Paige Buck |
| John Utterson                                | Philip Hoffman     | Philip Hoffman   | Philip Hoffman          | George Merritt  | James Clow                      | George Merritt          | Juan Jackson              | Mark McGee            | Laird Mackintosh                  | Laird Mackintosh      | Martin Crewes              | Mikey LoBalsamo    |
| Sir Danvers Carew                            | Edmund Lyndeck     | John Raitt       | Martin Van Treuren      | Barrie Ingham   | Dennis Kelly                    | Barrie Ingham           | Barry Langrishe           | David Delve           | Richard White                     | Richard White         | Peter Coleman-Wright       | Robert Bigley      |
| Simon Stride                                 | Bill Nolte         | Bill Nolte       | Bill Nolte              | Ray McLeod      | Christopher Yates               | Robert Jensen           | John Xintavelonis         | Michael Taibi         | Jason Wooten                      | Jason Wooten          | Alex Rathgeber             | ?                  |

### Distributions à travers le monde
| Personnage                    | 2001 Version japonaise | 2012 Revival japonais | 2015 Version russe                                                                | 2022 Version hongroise |
| ----------------------------- | ---------------------- | --------------------- | --------------------------------------------------------------------------------- | ---------------------- |
| Dr Henry Jekyll / Edward Hyde | Takeshi Kaga           | Kanji Ishimaru        | Alexander Domogarov Valery Anokhin Ivan Ozhogin Kirill Gordeev Rostislav Kolpakov | Attila Dolhai          |
| Lucy Harris                   | Marcia                 | Megumi Hamada         | Irina Klimova Anastasia Makeeva Ekaterina Guseva Natalia Dievskaya Agata Vavilova | Nikolett Füredi        |
| Emma Carew                    | Shigemori Ayumi        | Rena Sasamoto         | Lilia Volkova Vera Sveshnikova Elena Gazaeva                                      | Flóra Széles           |
| John Utterson                 | Yasunori Danda         | Keigo Yoshino         | ?                                                                                 | Árpád-Zsolt Mészáros   |
| Sir Danvers Carew             | Hamahata Kenkichi      | Shu Nakajima          | ?                                                                                 | Tamás Földes           |

## Réception

### Récompenses et nominations
Tony Awards
- Meilleur livret de comédie musicale : Leslie Bricusse  (nommé)
- Meilleur acteur dans une comédie musicale : Robert Cuccioli  (nommé)
- Meilleurs costumes : Ann Curtis  (nommée)
- Meilleures lumières : Beverly Emmons  (nommée)

Theatre World Award
- Linda Eder (gagnante)

Drama Desk Awards
- Meilleur acteur dans une comédie musicale : Robert Cuccioli (gagnant)
- Meilleure actrice dans une comédie musicale : Linda Eder (nommée)
- Meilleure scénographie pour une comédie musicale : Robin Phillips, James Noone, Christina Poddubiuk (gagnants)

Outer Critics Circle Awards
- Meilleur acteur : Robert Cuccioli (gagnant)
- Meilleure actrice  : Linda Eder  (nommée)
- Meilleure nouvelle pièce (nommé)
- Meilleure chorégraphie (nommée)
- Meilleur metteur en scène : Robin Phillips (nommé)
- Meilleures lumières : Beverly Emmons (nommée)

Friends of New York Theatre Award
- Best Leading Actress : Christiane Noll (gagnante)

Joseph Jefferson Award (Chicago Theatre Awards)
- Meilleur acteur durant une tournée : Robert Cuccoli (gagnant)
- Meilleure actrice dans un rôle secondaire durant une tournée – Christiane Noll (nommée)